# Ernste
Die Ernste waren eine Familie des fränkischen Adels, die insbesondere im 9. Jahrhundert in Bayern hervortrat. Bekanntester Familienangehöriger ist der Grenzgraf Ernst († 865), der nach dem König der wichtigste Adelige in Bayern war. Sein Sturz nach einer Verschwörung ließ die Familie zurücktreten. Ihren Besitz im Sualafeldgau konnten sie jedoch behalten. Anfang des 11. Jahrhunderts sind die Ernste letztmals bezeugt.

## Stammliste
1. Ernst ⚭ Wartrun[2]
  1. Ernst I., † 865, Grenzgraf des bayerischen Nordgaus
    1. Ernst II., † nach 899, 857 bezeugt, Graf im Sualafeld 
      1. Ernst III.
        1. Ernst IV.
          1. Ernst V., † um 1007
          2. Hartwig, Vogt von St. Emmeram, † um 1005
          3. Guntpert, † um 1005
          4. Richwara, † 8. Juli 994; ⚭ Leopold I., Markgraf von Österreich (um 940-10. Juli 994) (Babenberger)

        2. Hartwig, Graf, † um 972

      2. Hartwig, Graf, X 4. Juli 907 Schlacht von Pressburg
      3. Guntpolt, X 4. Juli 907 Schlacht von Pressburg
      4. Tochter; ⚭ Heinrich Graf von Babenberg, bis 934 bezeugt (Popponen)

    2. Tochter, † nach 8. Juli 879; ⚭ vor 861 Karlmann, 876 König von Bayern (Karolinger)

  2. Tochter; ⚭ Graf Gebhard im Lahngau (Konradiner)[3]